# Alpargatero
Se llama alpargatero al artesano encargado de fabricar alpargatas. 
Para fabricar las alpargatas realiza las siguientes operaciones. Clasifica el cáñamo rastrillado en cuatro calidades: el más fino es el padre, el entrefino el hijo, el de tercera clase estopa y el de la cuarta tamo. Despelota el tamo se formando una veta que se devana en ovillos. Con tres ramales de esta veta forma la trenza o soga de la suela. 
El alpargatero usa un tablero de vara en cuadro afirmado a un banco donde se sienta. A la orilla del tablero hay una estaquilla recia con una canal en medio y en un hueco de ese mismo tablero se pone una candileja con aceite para untar las puntas de las agujas.
Empieza la suela formando con la soga un círculo de canto que se ata con un estopón o pedacito de estopa. Dobla el círculo, toma la medida del largo y ata de firme. Va ensanchando el círculo y llenando hasta que haya bastante para la suela. Comprime el círculo y lo ata casi por medio de modo que resultan dos porciones, una larga para la planta del pie, otra corta para el talón. Hecho esto, empieza a coser la suela por los costados metiendo primero la almarada, enhebrando la guita, sacando la puntada y uniendo los costados y pasando por la canal de la estaquilla del tablero, sobre el cual trabaja comprimiendo y estirando. Sigue cosiendo y golpeando la suela de vez en cuando con el chamarín, especie de tarugo do madera.
Hecha la suela, el alpargatero se sienta en el suelo juntando las plantas de los pies con las cuales sujeta la alpargata para formar la capellada. Coge la suela con la mano y afianza en la plantilla un hierro llamado caballete en figura de arco, con unas puntas que entran en ella y después en la aguja de ensalmar se ya pasando por los costados de la suela y por encima del caballete la guita.
Terminada esta operación, aclara el guitado, quita el caballete, encaja una horma sin talón y se forma el travesado, es decir, el tejido. Después quita  la horma y queda hecha la capellada dejando en la punta una boquilla que se cierra con guita delgada.
El talón se forma aplicando sobre la suela un hierro en figura de escuadra con tres puntas: la una para afirmar el hierro a la suela y las otras dos de la parte perpendicular miran hacia fuera para sujetar el guitado. Por encima de este hierro llamado talonera, se va guitando de costado ha costado y se remata el talón dejando dos ojales en los extremos para atar la alpargata con cintas.
Los buenos alpargateros a fuerza de práctica llegan a prescindir de taloneras, caballetes y horma; todo la hacen a mano supliendo los instrumentos con la mano izquierda.
Hay alpargatas de dos suelas y dos costuras. También las hay con ladillos, es decir, con tejido de guita lateral que una la capellada con el taloa. Algunas especies de este calzado se hacen trabajando la suela y cosiendo a ella una tela a cinta llamada de alpargatas, con lo cual se ahorra el tejer a mano la capellada, el talón y los ladillos.